# 卡伦·帕坎
卡伦·帕坎（法語：Karen Paquin，1987年8月3日—），加拿大女子橄榄球运动员。她曾代表加拿大七人制国家队参加2016年和2020年夏季奥林匹克运动会七人制橄榄球比赛，获得一枚铜牌。